# Jacques Danican Philidor
Jacques Danican Philidor, dit Philidor le Cadet, est un compositeur et musicien français né en 1657 et mort en 1708.

## Biographie
Jacques Danican Philidor naît à Paris le 5 mai 1657. Il est le fils de Jean Danican et le frère cadet d'André Danican Philidor,.
En 1667, il accompagne son père dans les Fifres et Tambours, poste qui l'emmène dans plusieurs campagnes militaires. En 1679, à la mort de son père, il reprend son poste chez les Cromornes et Trompettes marines et rejoint les Grands Hautbois en 1682. En 1690, il devient membre des Petits Violons, en tant que bassoniste, et se produit également au sein de la Chapelle royale. Il meurt à Versailles le 29 mai 1708.
Comme compositeur, subsistent seulement de sa main, dans des anthologies manuscrites, quelques marches et danses.
Philidor le cadet a eu douze enfants, dont quatre étaient musiciens, notamment Pierre Danican Philidor,.